# Vermești, Bacău
Vermești (în maghiară Vermes) este o localitate componentă a orașului Comănești din județul Bacău, Moldova, România.